# ヴォーティシズム
ヴォーティシズム (Vorticism) とは、キュビスムや未来派の影響を受けて、1910年代半ば（1913年または1914年）にイギリスに興った、美術（および詩）に関する運動およびそのグループ。「渦巻き派（渦巻派）」とも呼ばれる。この運動は、マリネッティの未来派や、ロジャー・フライ・オメガ・ワークショップスの「ポスト印象主義に対する反撃であることが、次第に明らかになっていった。
主たる参加者は以下のとおり（ラストネームの五十音順）。
- ローレンス・アトキンソン（画家。Lawrence Atkinson, 1873年-1931年）
- フレデリック・エッチェルズ（画家。Frederick Etchells, 1886年-1973年）
- ジェイコブ・エプスタイン（彫刻家。Jacob Epstein, 1880年-1959年）
- アンリ・ゴーディエ＝ブルゼスカ（彫刻家。Henri Gaudier-Brzeska, 1891年-1915年）
- ヘレン・ソンダース（画家。Helen Saunders, 1885年-1963年）
- ジェシカ・ディスモア（画家。Jessica Dismorr, 1885年-1939年）
- クリストファー・ネビンソン（画家。Christopher Richard Wynne Nevinson, 1889年-1946年）
- エズラ・パウンド（詩人。Ezra Weston Loomis Pound, 1885年-1972年）
- カスバート・ハミルトン（画家。Cuthbert Hamilton, 1885年-1959年）
- デイヴィッド・ボンバーグ（画家。David Bomberg, 1890年-1957年）
- パーシー・ウインダム・ルイス（画家。Percy Wyndham Lewis, 1882年-1957年）
- ウィリアム・ロバーツ（画家。William Roberts, 1895年-1980年）
- エドワード・ワズワース（画家。Edward Wadsworth, 1899年-1949年）

中心メンバーは、ウインダム・ルイス、エズラ・パウンド、デイヴィッド・ボンバーグ、ウィリアム・ロバーツらである。
上記以外に、エズラ・パウンドに対する影響から、詩人・評論家・哲学者であるT・E・ヒューム（Thomas Ernest Hulme, 1883年-1917年）をメンバーに含める考え方もある。また、写真家アルヴィン・ラングダン・コバーン（作品Vortographなど。Alvin Langdon Coburn, 1882年-1966年）を含める考え方もある。
1914年に機関紙『BLAST』を刊行し、宣言を掲載した（BLASTは、翌年の第2号まで刊行されている。なお、BLASTには、T・S・エリオット（詩人、Thomas Stearns Eliot, 1888年-1965年）もかかわっている）。しかし、翌年の1915年にはグループは解散し、短命に終わった。
美術に関しては、「動き」を重視する点から、未来派の一分派と考えられることが多い一方で、幾何学的な形態や力強い線の強調（ここに、キュビスム由来のプリミティズムを見ることも可能）から、未来派とは一線を画すとする考え方もある。20世紀前半のイギリスにおいては、美術運動と呼べる数少ない美術グループだった。